# Bruttonationalindkomst
Bruttonationalindkomsten, forkortet BNI, er et økonomisk begreb, der angiver den årlige indkomst for et lands indbyggere. Som et mål for et lands samlede indkomster er BNI et centralt begreb i nationalregnskabet. BNI kan beregnes med udgangspunkt i bruttonationalproduktet (BNP), idet der korrigeres for lønninger betalt af indenlandske virksomheder til lønmodtagere, der bor i udlandet, formueindkomster til eller fra udlandet (afkast af formue i eller gæld til udlandet i form af renter, aktieudbytte mv.) samt produktions- og importskatter fra eller til udlandet.

## BNI i forhold til BNP
Selvom BNP er det mest anvendte tal til internationale sammenligninger af landes velstandsniveau, er BNI et mere retvisende mål herfor. BNP udtrykker værdien af den produktion (eller mere præcist værditilvækst), der finder sted i et land, men tager ikke højde for, at noget af denne produktionsværdi kan tilfalde udlandet, hvis produktionsfaktorerne er udenlandsk ejede, mens et lands indbyggere omvendt kan have udenlandsk indkomst. BNI angiver derimod den både indenlandske og udenlandske indkomst, som et lands indbyggere indtjener. BNP måler altså aktivitetsniveauet i et land, mens BNI måler landets indbyggeres indkomstniveau. 
Ofte vil niveauerne for et lands BNI og BNP ligge tæt på hinanden, men undertiden kan der være store forskelle. Luxembourgs BNP er således betydelig højere end BNI, fordi der arbejder mange grænsegængere (dvs. personer, der bor i nabolandene, men pendler til Luxembourg og arbejder) i landet. Grænsegængernes aflønning indgår i Luxembourgs BNP, men i nabolandenes BNI. Ligeledes voksede Irlands BNP betydelig hurtigere end landets BNI siden 1980'erne som følge af et stort indryk af udenlandske virksomheder til Irland, hvis overskud delvis blev sendt ud af landet.
For Danmark er forskellen mellem BNP og BNI beskeden. I 2017 var Danmarks BNP 2.178 mia. kr., mens BNI var 2.227 mia. kr., altså 2,2 % højere. Når Danmarks bruttonationalindkomst er højere end landets bruttonationalprodukt, skyldes det først og fremmest Danmarks udlandsformue, som medfører, at danskerne netto modtager en del formueindkomst fra udlandet hvert år.
I EU regnes en stor del af medlemslandenes bidrag til EU's fælles budget i forhold til medlemslandenes bruttonationalindkomst, fordi det giver en mere retvisende indikation af landenes velstand end BNP-målet. Danmarks officielle udviklingsbistand offentliggøres normalt også som en andel af Danmarks BNI.